# 天主教啟雷拉教區
天主教啟雷拉教區（拉丁語：Dioecesis Alladensis）是羅馬天主教在愛爾蘭的一個教區，屬蒂厄姆總教區。

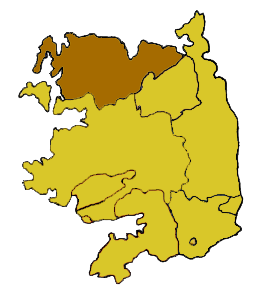
啟雷拉教區管轄範圍圖

範圍包括斯萊戈郡和梅奧郡的一部份，現任主教為若望·弗萊明。2006年有38,633名教友（佔轄區總人口95.5%）、廿二個堂區、五十二名司鐸。
1111年成立。在貝柳主教時期（1779-1812）教座從啟雷拉遷至巴利納。